# Pierre Baldi (bioinformatique)
Pour les articles homonymes, voir Baldi et Pierre Baldi.
Pierre Baldi est professeur d'informatique et directeur de l'Institut de génomique et de bio-informatique à l'université de Californie, à Irvine, en Californie.

## Biographie
Pierre Baldi passe son Ph.D. de mathématiques au Caltech en 1986. Travaillant ensuite au Caltech et au Jet Propulsion Laboratory (JPL), il obtient en 1993 la Lew Allen Award for Research Excellence, puis dirige de 1995 à 1999 une startup, NetID, avant d'intégrer l'équipe de recherche d'Irvine.
Ses travaux concernent l'apprentissage machine, l'intelligence artificielle, l'analyse des très grands volumes de données, l'analyse la prédiction des structures de protéines et autres sujets relatifs à la bio-informatique, sujet de plusieurs de ses livres publiés par MIT Press.
Son ouvrage The Shattered Self constitue un essai de prospective sur le posthumanisme et les questions éthiques associées.
Son nombre d'Erdős est 2.

## Ouvrages
- Bioinformatics : the Machine Learning Approach, MIT Press, 2001
- The Shattered Self—The End of Natural Evolution, MIT Press, 2001
- DNA Microarrays and Gene Regulation, Cambridge University Press, 2002
- Modeling the Internet and the Web. Probabilistic Methods and Algorithms, Wiley, 2003